# Parco della Geradadda
Il parco della Geradadda è un parco locale d'interesse sovracomunale in corso d'istituzione che si estende nel territorio denominato Gera d'Adda, sito a nord ovest di Treviglio e comprendente i comuni di Arcene, Canonica d'Adda, Casirate d'Adda, Ciserano, Fara Gera d'Adda e Pontirolo Nuovo.
Ha la sua sede nel comune di Fara Gera d'Adda e coprirà un'area di 3167,86 ha in prossimità del terrazzamento morfologico della Gera d'Adda.

## Descrizione
Il parco è situato nella pianura sud-occidentale della provincia di Bergamo tra il fiume Adda e la ferrovia Treviglio-Bergamo. L'area si estende a nord fino al confine tra il comune di Canonica d'Adda e quello di Brembate e a sud coincide con il confine tra Casirate d'Adda e Arzago d'Adda. Il parco presenta due diramazioni una all'estremità nord del comune di Pontirolo Nuovo e un'altra che comprende il comune di Arcene e quello di Ciserano. Il parco presenza un'altimetria variabile a causa della presenza dei corsi dei fiumi Adda e Brembo.